# アクセル・オルリック
アクセル・オルリック（Axel Olrik、1864年7月3日 - 1917年2月17日）は、デンマークの民俗学者、神話学者。北欧の神話伝説（特にサクソ・グラマティクス、終末論ラグナロク）の研究、民俗歌謡の収集、研究機関の設立で知られる。学術誌『デンマーク研究』の発行責任者。

## 生涯
1864年、コペンハーゲンに生まれた。父は肖像画家で、オルリックは芸術や文学に関心の高い家庭で育った。
1881年、コペンハーゲン大学に入学したオルリックは、デンマークの民俗学者スヴェン・グルントヴィ（da:Svend Grundtvig）に師事。オルリックは早くからグルントヴィの後継者になることを目指していたが、グルントヴィはそのわずか2年後の1883年に他界してしまう。そのため、オルリックの研究目標に師の研究を完成させることが加わった。
当時グルントヴィの関心事は北欧英雄詩の研究であり、オルリックはサクソ・グラマティクスの歴史記述からデンマークに起源を有する伝承と、ノルウェーとアイスランドに由来する伝承とを区別するというテーマで1887年に修士論文を作成した。そしてそれをさらに1892年に提出した学位論文「サクソ古代史料二分割の試み」や、「古代北欧の伝承とデンマークの伝承」などにおいて論じている。在学中の1888年から1890年にかけて、グルントヴィの『デンマーク古代民族歌謡』（全5巻）の残り3巻を刊行した。
1892年に学位論文を提出した後、ノルウェーの民俗学者モルトケ・モーエ（no:Moltke Moe）のもとで半年間研究し、この間にラップランド語、ゲーリング語などを学習。その後帰国し、1893年から1896年までコペンハーゲン大学で無給講師を勤め、1897年に同大学の正規講師となった。彼の著作はこの教職について以降に発表されたものが多い。1913年にコペンハーゲン大学で北欧民俗学講座の助教授となったときは死のわずか4年前であり、オルリックが1905年ごろから構想し、1912年以降本格的に取り組んだスカンディナヴィア宗教史の執筆は1917年の早すぎる死によって中断されることとなった。

## 研究内容・業績
- 愛弟子にH・グリューナー＝ニールセン、ハンス・エレキレがいる。ハンス・エレキレはオルリックの娘婿となった。
- オルリックが残した多くの草稿、論文は彼の死後ハンス・エレキレによって編集、出版された。

## 主著
- Dansk Folkeviser i Udvalg, 1899, 1909. （『デンマーク民俗歌謡』全2巻）
- Om Ragnarok, 1902. （『ラグナロクについて』）
  - 日本語訳：『北欧神話の世界―神々の死と復活』尾崎和彦訳、青土社（2003年）。
- Danmarks Heltedigtning, 1903, 1910. （『デンマークの英雄詩』全2巻）
- Nordisk Aandsliv i Vikingetid og tidlig Middelalder, Kbh, 1907. （『ヴァイキング時代と中世初期における北欧人の精神生活』）
- Ragnarokforestillingernes Udspring, 1913. （『ラグナロク表象の起源』）
- Folkelige Afhandlinger, 1919. （『民俗学論文集』。遺稿集）
- Nogle Grundsætninger for Sagnforskning, 1921. （『伝説研究の諸命題』。遺稿集）
- Nordens Gudeverden, 1926, 1951. （『北欧の神々の世界』。遺稿集、全2巻）